# Herb Norfolku

Herb Norfolku

Herb Norfolku został nadany wyspie 20 października 1980 roku przez królową Elżbietę II.
Herb przedstawia na tarczy w polu błękitnym srebrną piramidę, w której na skalistym szczycie znajduje się araukaria wyniosła i otwarta Biblia u podstawy. Piramidę flankują dwie srebrne pięcioramienne gwiazdy, pochodzące z herbu Jamesa Cooka, który odkrył Norfolk w 1774 roku. Herb zwieńczony jest hełmem na którym złoto-błękitny zawój i złota corona navalis, z klejnotem w postaci wspiętego złotego lwa z wieńcem laurowym  na szyi, trzymającego w łapach czerwony puchar. Labry złoto-błękitne. Trzymaczami są, trzymający kotwice, wspięty złoty lew (z prawej) i szary kangur (z lewej strony). Pod tarczą błękitna wstęga z umieszczonym na niej mottem: Inasmuch.